# Kitty Films
Kitty Films (キティ・フィルム?, Kiti Firumu) è stato uno studio di animazione giapponese istituito nel 1972. Era conosciuto anche come "Kitty" e "Kitty Records". Nel 2000 diventa Kitty Co., Ltd., una società di produzione di video e musica 

## Storia
La società è stata fondata nel 1972 come Kitty Music Corporation sotto la guida di Hidenori Taga. Era una sussidiaria di Polydor e MCA e produceva colonne sonore per fiction televisive. La prima fu per il film Hajimete no Tabi del 1972.
Nel 1979 la società iniziò a dedicarsi al live action con i film Kagirinaku tōmei ni chikai burū e Lady Oscar (adattamento del manga The Rose of Versailles, Kitty non aveva alcun legame con la versione anime del 1979 di quest'ultimo, realizzata dalla Tokyo Movie Shinsha). Tuttavia, il successo maggiore è arrivato con la versione anime di Lamù di Rumiko Takahashi.
A partire dal 1981, questo film ha segnato l'ingresso di Kitty nella produzione di anime. Nei due decenni successivi, la Kitty Films si sarebbe fatta notare in Giappone e fuori dal Giappone come produttrice della maggior parte delle versioni animate delle serie manga della Takahashi, tra cui Maison Ikkoku e Ranma ½. Takahashi aveva infatti frequentato la stessa università di Shigekazu Ochiai, il responsabile della maggior parte delle produzioni anime di Kitty.
Nonostante la loro fama di produttori, l'animazione vera e propria delle opere di Kitty è stata curata da diversi studi di anime indipendenti, alcuni dei quali esistono ancora oggi. Lo Studio Pierrot si occupò dell'animazione della prima metà di Lamù, lo Studio Deen della seconda metà (ad eccezione di alcuni OVA) e di tutti i film di Maison Ikkoku e Ranma, mentre Madhouse si occupò del film finale di Lamù, di alcuni OVA successivi di Lamù, di Legend of the Galactic Heroes e di Yawara! - Jenny la ragazza del judo.
Sfortunatamente, l'azienda ha sofferto fin dall'inizio di problemi finanziari, che hanno iniziato a manifestarsi verso la fine della serie televisiva di Ranma nel 1992. Hidenori Taga aveva infatti contribuito a finanziare la divisione cinematografica di Kitty spendendo i soldi del ramo musicale, mentre Shigekazu Ochiai si trasferì in un altro studio.
Kitty continuò a produrre serie meno conosciute, come Ping Pong Club (1995), ma la sua produzione si ridusse quasi a zero alla fine del XX secolo. Rumiko Takahashi non lavorò più con Kitty dopo l'uscita dell'ultimo OVA di Ranma nel 1996; Sunrise si occupò dell'animazione di Inuyasha e TMS animò Rumic Theater.
Kitty aveva anche uno studio di animazione sussidiario che ha prodotto alcune serie di anime e OVA. Lo studio si chiamava Kitty Film Mitaka Studio e non è mai diventato famoso o di successo come la casa madre. Alla fine lo studio è stato sciolto.
Kitty Films è stata infine reincorporata come Kitty Group ed esiste principalmente come agenzia di talenti, avendo venduto i diritti della maggior parte della videoteca di Kitty Films.

## Produzioni
- Ike! Inachū Takkyūbu
- Karuizawa Syndrome
- Kiteretsu Daihyakka
- Legend of the Galactic Heroes
- Maison Ikkoku
- Miyuki
- Ranma ½
- Sakura Mail
- Sena Keiko Obake Movies series
- Sengoku Eiyū Densetsu Shinshaku: Sanada Jūyūshi the Animation
- Sohryuden: Legend of the Dragon Kings
- Super Zugan
- Teki wa Kaizoku
- They Were Eleven
- Tobira wo akete
- Tokyo Jusshōden
- Lamù
- Yawara! - Jenny la ragazza del judo

## Ex artisti
- Yuuko Matsutani
- Picasso (ピカソ?, Pikaso)
- Nagase Masatoshi
- Yōko Takahashi
- Masayoshi Takanaka
- SCANDAL
- Kaneko Ayano